# Мавродин (Телеорман)
Мавродин (рум. Mavrodin) насеље је у Румунији у округу Телеорман у општини Мавродин. Oпштина се налази на надморској висини од 66 m.

## Историја
Место је добило име по гувернеру Мавродину. Налази се на старом Трајановом (римском путу) који се назива и "пут соли". Ту се након 1810. године установио велики сточни вачар, на којој су се бавили сточарски трговци.
У месту се налазила мошеја (спахилук) српског кнеза Милоша Обреновића. Милош је имање купио 1839. године од барона Сачеларија великог трговца сољу. За посед је исплаћено 62.000 дуката, а радило се о 12.000 хектара земље, од којих под шумом 1.600 хектара. Димитрије Новаковић је 1837. године био надзиратељ те мошије.
Остарели кнез Милош је намеравао да на том имању подигне ново насеље у почаст румунског принца Александра Кузе. Држава је јуна 1860. године одобрила планско подизање новог места Кузе. Према плану који је направио градитељ инжињер В. Стандничевић, насеобина је замишљена у облику шаховске плоче, где би се улице секле под правим углом, са свим припадајућим јавним објектима. Кнез је одвојио за насеље 530 хектара, али до изградње није дошло, јер је кнез Милош умро исте године. 
Од 1860. године поред Мавродина постоји село Бузеску, које је добило име по бољарској породици из времена влашког владара Михаела Витеазула. Насеље је никло на имању Обреновића, уместо планиране Кузе. Школа у Бузеску је основана од стране кнеза Милоша Обреновића, 1. августа 1860. године. Чиниле су је у почетку "две школе", које су радиле у две зграде са по две учионице. Први учитељ био је поп Радулеску 1862. године.
Кнез Михајло и књегиња Јулија подигли су ту 1856. године православну цркву, у српском градитељском стилу, која је посвећена Св. арханђелима Михаилу и Гаврилу. Та црква је по тамошњем обичају имала два празника; други је био Преображење Господње. Након смрти кнеза Михајла (1868), посед је наследила сестра Михаилова, а мајка племића Федора Николића от Рудне. За Федора новог поседника је имањем управљао надзорник Јефта Танасијевић, до његове продаје 1904. године.

## Становништво
Према подацима из 2002. године у насељу је живело 5783 становника.

### Попис2002.
| Расподела становништва по националности 2002.‍ | Расподела становништва по националности 2002.‍ | Расподела становништва по националности 2002.‍ | Расподела становништва по националности 2002.‍ | Расподела становништва по националности 2002.‍ |
| --------------------------------------------- | --------------------------------------------- | --------------------------------------------- | --------------------------------------------- | --------------------------------------------- |
|                                               |                                               |                                               |                                               |                                               |
| Румуни                                        | Румуни                                        |                                               | 5.770                                         | 99,8%                                         |
| Роми                                          | Роми                                          |                                               | 11                                            | 0,2%                                          |

### Хронологија
| Година       | 1992 | 1993 | 1994 | 1995 | 1996 | 1997 | 1998 | 1999 | 2000 | 2001 | 2002 | 2003 | 2004 | 2005 | 2006 | 2007 | 2008 | 2009 | 2010 | 2011 | 2012 | 2013 | 2014 | 2015 | 2016 | 2017 |
| ------------ | ---- | ---- | ---- | ---- | ---- | ---- | ---- | ---- | ---- | ---- | ---- | ---- | ---- | ---- | ---- | ---- | ---- | ---- | ---- | ---- | ---- | ---- | ---- | ---- | ---- | ---- |
| Становништво | 5601 | 5578 | 5570 | 5589 | 5642 | 5599 | 5622 | 5616 | 5614 | 5598 | 5546 | 5514 | 2994 | 2950 | 2886 | 2831 | 2789 | 2734 | 2690 | 2641 | 2599 | 2539 | 2496 | 2458 | 2427 | 2392 |